# Spetsstjärtad manakin
Spetsstjärtad manakin (Ilicura militaris) är en fågel i familjen manakiner inom ordningen tättingar.

## Utseende och läte
Spetsstjärtad manakin är en mycket liten manakin med spetsiga centrala stjärtpennor. Hanen har en slående fjäderdräkt, med svart på hjässa och rygg, rött på panna och övergump, gröna vingar och vitaktigt på buken och i ett halsband. Honan är mestadels olivgrön ovan, med grått ansikte och ljusare buk. Båda könen har gula ögon. Sången beskrivs som ett ljust "see-see-see".

## Utbredning och systematik
Fågeln förekommer i sydöstra Brasilien (Espírito Santo till Paraná och östra Santa Catarina). Den placeras som enda art i släktet Ilicura. 

## Status och hot
Arten har ett stort utbredningsområde, men tros minska i antal, dock inte tillräckligt kraftigt för att den ska betraktas som hotad. Internationella naturvårdsunionen IUCN listar arten som livskraftig (LC).